# Radlin (gmina)

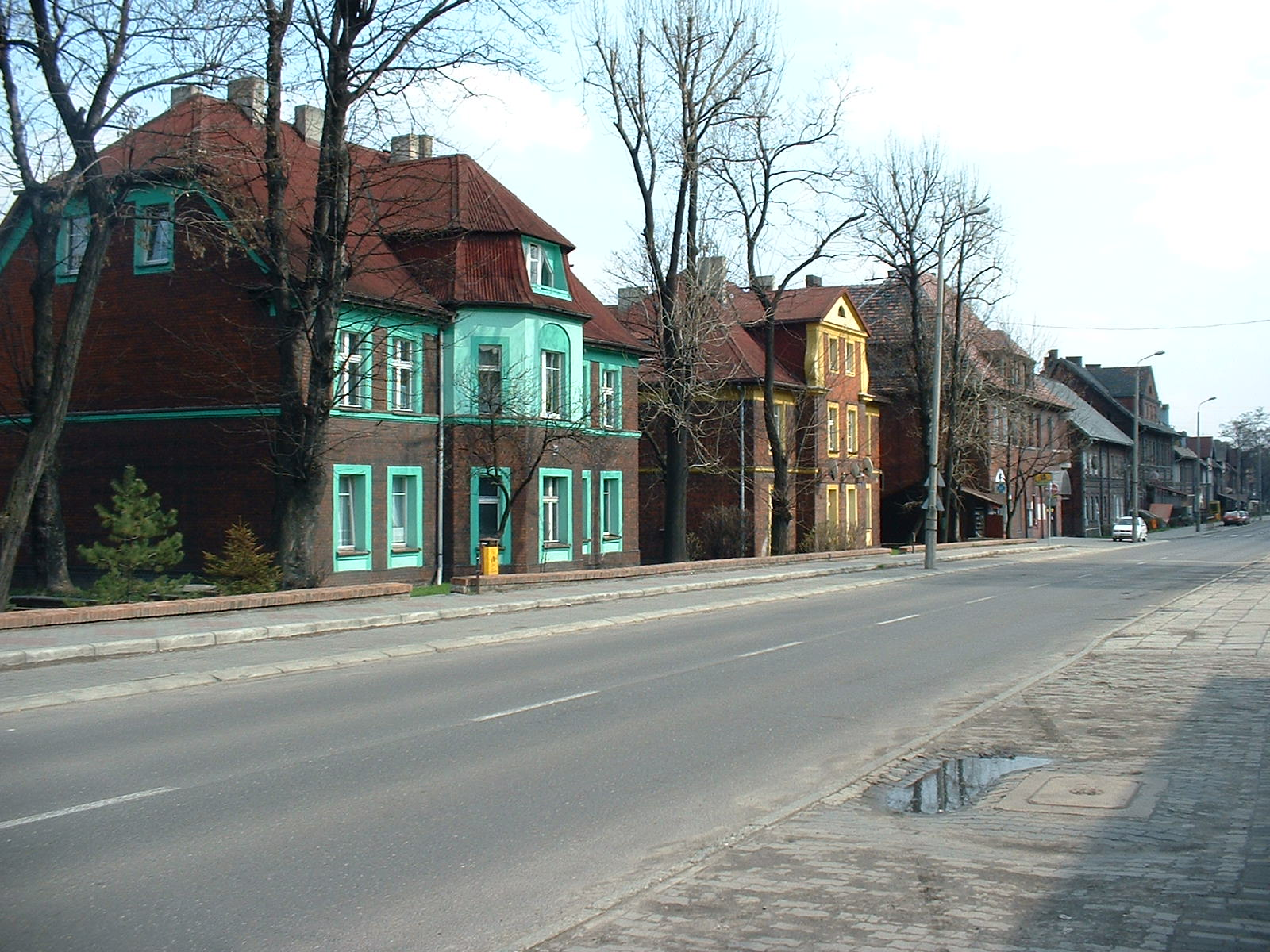
Ul. Korfantego w Radlinie

Radlin – dawna gmina wiejska istniejąca w latach 1945–1954 w woj. śląskim, katowickim i stalinogrodzkim (dzisiejsze woj. śląskie). Najludniejszą częścią gminy były Biertułtowy, siedziba gminy znajdowała się w Radlinie Dolnym.
Gmina zbiorowa (o charakterze jednostkowym) Radlin powstała 1 grudnia 1945 w następstwie reformy gminnej w powiecie rybnickim w woj. śląskim (śląsko-dąbrowskim). Utworzono ją z dotychczasowej gminy jednostkowej Radlin, obejmującej: a) człon południowy wokół Radlina właściwego (Radlin Dolny, Radlin Górny i Szarowiec, Głożyny i Obszary) oraz b) człon północny wokół Biertułtów (Biertułtowy, Marcel), stanowiący dawniej odrębną gminą, zniesioną i włączoną do gminy jednostkowej Radlin (członu południowego) w 1932 roku. Według stanu z 1 stycznia 1946 gmina składała się z samego Radlina (jedna miejscowość) i nie była przez to podzielona na gromady.
6 lipca 1950 zmieniono nazwę woj. śląskiego na katowickie, a 9 marca 1953 kolejno na woj. stalinogrodzkie. Według stanu z 1 lipca 1952 gmina składała się w dalszym ciągu z samego Radlina. Gmina została zniesiona 29 września 1954 wraz z reformą wprowadzającą gromady w miejsce gmin. W tym samym roku Radlin otrzymał prawa miejskie (13 listopada 1954), a 27 maja 1975 stał się częścią Wodzisławia Śląskiego. Północny człon Radlina wokół Biertułtów wraz z Głożynami i Obszarami usamodzielnił się jako miasto 1 stycznia 1997 pod nazwą Radlin, mimo że nie objął historycznego Radlina (nazywanego w celu uniknięcia pomyłki, Radlinem II), który pozostał w granicach Wodzisławia Śląskiego.